# Ekstremni šport
Ekstremni šport je splošni pojem za športe, ki vključujejo veliko hitrost, višino, nevarnost ali kakšno drugo akrobacijo. Tem športom je ustvarjanje velike količnine adrenalina v krvi, tako imenovano »adrenalinsko bombo«. 
Ekstremni športi so pogosto prakticirani med mladimi, saj jih žene želja po doseganju lastnih mej v fizični in psihični vzdržljivosti, ter premikanju mej v določenih športih. Velikokrat deluje skupina ekstremnih športnikov kot subkultura.
Javnost mnogokrat označi pripadnike določenega ekstremnega športa za nore ali celo samomorilske, saj je njihova dejavnost lahko smrtno nevarna.

## Seznam nekaterih ekstremnih športov
- Akrobatsko letenje
- Avtomobilistično dirkanje
- Balvaniranje
- BASE skoki
- BMX kolesarjenje
- Bandži skoki
- Deskanje na reki (river surfing)
- Deskanje na snegu
- Drag Racing
- Ekstremno smučanje
- Gorništvo
- Gorsko kolesarjenje
- Jadralno padalstvo
- Jamarstvo
- Jamsko potapljanje
- Kajak na divjih vodah
- Kitesurfing (vodozmajarstvo)
- Ledno plezanje
- Lebdeskanje (flyboard)
- Padalstvo
- Paintball
- Parkour
- Peskodeskanje (sandboarding)
- Plezanje
- Potapljanje na dah
- Raftanje
- Rečni bob (hydrospeed)
- Roborox
- Rolkanje
- Soteskanje
- Surfanje (deskanje na valovih)
- Smučanje po vodi
- Tokodeskanje (flowboarding)
- Urbano plezanje
- Snegozmajarstvo (kiteboarding)
- Windsurfing ali jadranje na deski
- Wingsuit